# 温暖前線
温暖前線（おんだんぜんせん、warm front）は、暖かい気団が冷たい気団に向かって移動する際の接触面で発生する前線。主に暖かい気団の前進によって発生するのでこう呼ばれている。

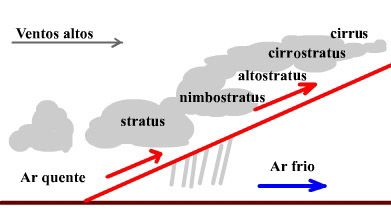
温暖前線の雲と気団のようす。左側の赤い矢印が暖気、右側の青い矢印が寒気。

天気図における温暖前線の記号。のびる線に対して半円側（この図では上）が寒気、何もない側（同じく下）が暖気で、寒気に向かって暖気が押し寄せる様子を示す。北半球では南が暖気なので、図のような向きの温暖前線が天気図上でよく見かけられる。

## 特徴
日本付近をはじめとした北半球では、温帯低気圧の発生初期には南側に存在し、だんだんと進行方向の前方に向かって反時計回りに動いてくる。ある程度北上すると寒気の勢力が強まってくるので北上が弱まり、東西に連なって伸びるようになる。低気圧が長寿命の場合は、更に動いて前線の付け根（低気圧と前線の接点）が低気圧の西側までぐるりと回り込むこともある。
暖気が寒気に乗り上げるため、一様に傾斜した比較的緩やかな境界面ができる。下側にある寒気は前線の移動に伴ってゆっくりと後退するが、その上にある前線面では、温度差と暖気が運んでくる豊富な水蒸気により、広域的に穏やかな対流が起きて、層状の雲が発達しやすい。
温暖前線の長さは一般的に数百km - 2,000 km程度である。上空から前線の雲域をみると、その幅は平均500 km - 1,000 km以上にもなる。雲域の中の雨域はもっと狭く、幅は300 km程度である。

### 通過前・通過時・通過後の気象の特徴
温暖前線通過時には気温がゆっくり上昇して高止まりする。また、湿度もゆっくりと上昇して高止まるが、晴天域に入るとやや低下する。
前線の接近に伴って気圧は低下し、通過後も低下したまま推移する。
前線面にできる雲は、前線から近い順に層雲・乱層雲・高層雲・巻層雲・巻雲となる。前線から1,000 km以上離れた所に巻雲が現れるので、早くて前線の接近する1 - 2日前から雲が観測できる。
雨が降るまでの典型的な天気の経過は次のようになる。温暖前線が接近してくるにつれて、まず晴れた空に羽毛のような巻雲が現れ始め、次にベール状の巻層雲が現れる。巻層雲は氷晶でできており、太陽や月の周りに暈を作ることがある。次に現れ始める高層雲は厚く、空は灰色の雲に覆われてしまう。高層雲の厚みが増して雲の底が低くなってくると、やがて乱層雲に移行して雨が降り出す。
乱層雲がよく発達し、強度変化が少なく、比較的長時間連続した雨が降りやすいが、その降り方は弱い（時雨）。ただし、南シナ海上からの暖かく湿った空気が温暖前線に流れ込んで活動が活発になると、温暖前線特有の地雨性の降雨でなく、どちらかといえば寒冷前線の通過時にあるような非常に激しい雷雨になることがある。
前線の通過に伴い、南東寄りの風から南西寄りの風（南半球の場合は、北東寄りの風から北西寄りの風）に変わる。